# Борисоглібська фортеця
Борисоглібська фортеця — фортеця, споруджена приблизно у 1731–39 за зразковим проектом фортець Української лінії. Розташована на правому березі річки Оріль на відстані 117 сажнів (приблизно 250 метрів) від Дніпра.

## Архітектура Борисоглібської фортеці
Фортечні вали та рови не були доведені до повного проектного профілю. Мала 5 бастіонів і 2 равеліни, спрямовані у бік річки, які утворювали зірчасті абриси укріплення. До головних воріт через рів вів міст. Всередині розміщувались казарми залоги, будинок коменданта, пороховий льох, цейхгауз, провіантський «магазейн», колодязь, вартівні. Поруч утворилась слобода Борисоглібського полку з відповідними житловими, громадськими і господарськими будівлями.

## Подальша доля фортеці
Борисоглібську фортецю скасовано 1784. Територія затоплена 1962 водосховищем Дніпродзержинської ГЕС.